# Pseudosmittia topei
Pseudosmittia topei är en tvåvingeart som beskrevs av Lehmann 1979. Pseudosmittia topei ingår i släktet Pseudosmittia och familjen fjädermyggor.
Artens utbredningsområde är Kongo. Inga underarter finns listade i Catalogue of Life.